# Meskowski
 Meskowski  va ser un constructor estatunidenc de cotxes de competició.
Meskowski va competir a 1 cursa del campionat del món de la Fórmula 1 la temporada 1960.
Va disputar només la cursa del Gran Premi d'Indianapolis 500, no tornant a competir al món de la F1.

## Resultats a la F1
| Temporada | Pilot      | Graella | Classificació | Punts | Retirada | Resultats |
| --------- | ---------- | ------- | ------------- | ----- | -------- | --------- |
| 1960      | Bob Veith  | 25      | 8             |       |          | Resultats |
| 1960      | Bobby Grim | 21      | 16            |       |          | Resultats |